# Heterostilia

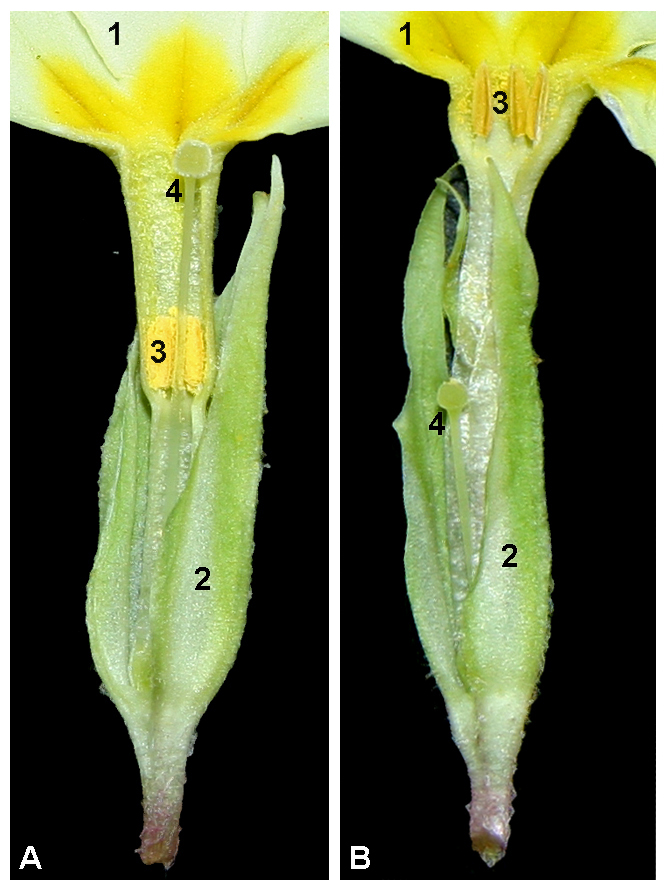
Distilia en Primula vulgaris. Les flors Pin (A) presenten els filaments dels estams curts i els pistils llargs. Les flors Thrum (B) mostren, en canvi, pistils curts i filaments llargs. Notes: 1.- pètals, 2.-sèpals, 3.- anteres dels estams i 4 .- pistil. Les úniques pol·linitzacions legítimes són les que es produeixen en encreuaments Pin x Thrum o Thrum x Pin.

L'heterostilia és una forma única de  polimorfisme morfològic en les flors de certes espècies que, com a mecanisme, impedeix l'autofecundació de cada flor. En les espècies heterostíliques hi ha dos o tres tipus de flors (anomenades morfs). En una planta individual, cadascuna de les flors comparteixen el mateix morf. Aquests morfs difereixen qualitativament entre si en les longituds dels pistils i dels filaments dels estams. El fenotip per a cada morf està genèticament determinat. Quan una espècie presenta dos morfs florals es denomina distílica. En un dels morfs, anomenat Pin, els estams són curts i els pistils llargs. En l'altre morf, anomenat Thrum, els estams són llargs i els pistils curts. Les espècies del gènere Prímula són possiblement l'exemple més conegut de flors heteromòrfica i el mecanisme reproductiu que aquestes espècies posseeixen ha atret considerable atenció entre botànics, genetistes i evolucionistes, incloent a Charles Darwin, ja l'any 1862. Gairebé totes les espècies heterostíliques presenten autoincompatibilitat (AI). Els loci responsables de l'AI en aquestes espècies estan estretament lligats amb aquells gens responsables del polimorfisme floral, pel que ambdós caràcters s'hereten en forma conjunta. La distilia està determinada un sol gen amb dos al·lels, la tristilia per dos gens amb dos al·lels cada un. En les espècies que presenten heterostilia existeix un mecanisme diferent d'AI denominat autoincompatibilitat heteromòrfica. Aquest mecanisme probablement no es trobi relacionat evolutivament amb els sistemes d'incompatibilitat homomòrfica.